# ぱンすと。
『ぱンすと。』は、岡田和人による日本の漫画作品。
『ヤングチャンピオン』（秋田書店）にて、2016年No.21から2023年No.15まで連載。熟したセンセイと未熟なボクの学園セクシーHコメディ。小玉大地と諸種同好会の面々が保健室の女性先生・加具矢雫先生と楽しい想い出を作るスクールライフを描き、舞台は加具矢 雫の仕事している保健室が中心となっている。
同じ作者で2013年に最終巻を迎えた「いびつ」の世界観を受け継いでおり、高校、アダルトショップ『ファンシー』、住んでいた家が登場している。特に、最後に売りに出されてい主人公の柿口やヒロインの森高が住んでいた家は、話の流れとして重要な場所となっていく。

## あらすじ
高校1年、諸種同好会の小玉大地は、よく昼食後に胃が痛くなって保健室へ駆け込んでいた。その理由は保健室の加具矢先生が椅子に座っているところベットから覗き見ることで、先生の黒いパンティストッキングとそこに浮かび上がる白い下着に性的刺激を受けていたためであった。そんなある日、加具矢先生にスマホで動画撮影をしているところ、さらに勃起してしまっていることがばれてしまう。加具矢先生は盗撮した罰として、小玉に自分自身の自慰行為をスマホで撮らせるだけで許して、さらにそのスマホも小玉に返えしてしまう。またこの時に加具矢先生に自分が包茎であることを知られてしまうことから、話は展開していく。
同級生の伊吹アカリは、周りの友達が巨乳であることにコンプレックスを持ち、「男に乳を揉まれると大きくなる」とのジンクスを検証するため、幼馴染でもあることから小玉に乳を揉ませようとさせるが、小玉が強く揉みすぎて失敗してしまう。そのことを加具矢先生に話すと、加具矢先生は自身の乳を使い、揉み方を小玉に教えてあげるのであった。
小玉にナオぷー、ノリピょんがスマホを壊したと言いがかりをつける。そしてその弁償としてナオぷーと一緒にラブホに連れていかれる。実はナオぷーがラブホに興味があり行ってみたかったので、小玉を落としいれたのだった。そしてラブホに行って一通り見ると気が済んでしまい、お金を払わず小玉を一人ににさせて出て行ってしまう。払うお金がない小玉は加具矢先生に助けを求めて呼び出す。駆け付けた加具矢先生と二人っきりになり、その中でベットに二人折り重なるハプニングがあり、加具矢先生はパンツ越しのアソコを触り、『包茎が剥けたらお祝いとして最初の射精をしてあげる』と約束するのであった。
屋上の排水溝の詰まりを取り除くため小玉が柵を超えて作業をしている時に、突風で小玉が飛ばされてしまう。彼の死を予感したときに、加具矢先生の頭の中で彼への思いが巡り、最初は年増の女性に言い寄ってくる生徒の小玉を不思議に思っていた自分が、そんな彼の純粋な恋心に影響され自分自身、心がときめいていることに気付くのであった。結局小玉は吹き飛ばされた後、下の階の排水溝のパイプを掴んで助かっていたのだが、これを境に加具矢先生の小玉への接し方が変わっていく。

## 登場人物
小玉 大地（こだま だいち）
高校1年B組。諸種同好会に在籍。『ブシュマン』『ロリコンボウズ』のあだ名。包茎男子。「NINI STOP」コンビニでアルバイト。
シズク先生のぱンすと姿を愛している。ぱンすとフェチでシズクせんせいフェチ。マスターベーションは、シズク先生と会話した時と約束した。
伊吹 アカリ（いぶき アカリ）
高校1年A組。貧乳女子。オカルトやジンクスが好きで、諸種同好会に在籍。あだ名は『巨乳ホイホイ』。大地の幼馴染。大地に恋するが鈍感な大地は気付いていない。
マツつん
高校1年。諸種同好会に在籍。アゴが長い。背が高い。
タケくん
高校1年。諸種同好会に在籍。背が低い。
暁 キズナ（あかつき キズナ）
高校2年C組。背が高いさわやかな美少年。諸種同好会に在籍。幽霊部員。『意外性のある女性』がタイプ。「NINI STOP」コンビニでアルバイト。
加具矢先生を『義姉さん』と呼ぶシーンが何度かあり、加具矢先生の夫の弟。したがって兄(加具矢先生の夫)の年齢も若いと思われ、加具矢先生が年下好きなのを理解しているのか、小玉への思いがあることを薄々と知っている様子。
沖名 菊（おきな きく）
高校2年。諸種同好会に在籍。幽霊部員。巨乳。キズナを5年片思い。
加具矢 雫（かぐや しずく）
保健室の女性先生。諸種同好会の顧問
本名は 暁 雫。小玉に寝室の写真を送った際に、写真立てを後ろに向けていたり(第26話)、暁 キズナから『義姉さん』と呼ばれている(第62話)など、話の中で既婚者であることを匂わせていたが、最終話で夫が登場して既婚者であることが明らかになった。
年齢はアラフォー(高校2年生の同級生に会った際にウン十年ぶりと言ったり、その同級生が早く産んだ子供がもうすぐ成人式と言っている(第36話))。
大きいオッパイをもつスレンダー。ぱンすとをはいている。小玉 大地の行為を観賞し、カウンセリングし、人体にどう影響するかを研究している。
夫の弟は高校2年生の暁キズナであることから、夫も若いと思われ、元から年下好きであることが推察される。
熊谷先生（くまがや せんせい）
体育教師。あだ名は『ゴリ熊』。
教頭
ぬらりひょん
南先生
保健室の女性先生(第75話から登場)。
アヒルクチビルに張りのある巨乳、ニーソに似合う綺麗な脚の持ち主で男受けが良く、男からモテるとの自覚を持っている。そんな自分でなく加具矢先生に興味を持ち、加具矢先生も小玉のことを特別扱いしているのを見て、関係性を疑いを持ち始める。
アルバイトの山本さん
「NINI STOP」コンビニのアルバイト。37歳。土曜日のシフト入ったお礼のイイものを大地に渡す。南先生と付き合う幸せ者。
ナオぷー、ノリピょん
高校1年。オナぶーは小玉のことをダーリンと呼んでいる。

## 設定・用語

### ハプニング、出来事
「花壇の水道故障」
水道の蛇口が壊れて水が止まらない。その水が加具矢先生にかかって白衣越しに下着が透けてしまう。修理と引き換えにその動画をスマホにとってもらう約束をするのだが…
「使用済みコンドーム爆弾」
犯行を撮影したスマホを取り上げようと奪ってきた犯人にハイキックをするアカリ。その際に純白パンティを見てしまった犯人に、ハイキックして欲しいとお願いをされてしまう。
「加具矢先生セーラ服姿披露」
小玉からの高校生時代の先生を見たいとリクエストに応え、保健室でセーラ服姿を小玉に披露する加具矢先生。その時にゴリ熊の声が聞こえ、慌てて掃除用具入れに駆け込む二人。狭い密閉空間にセーラ服姿の先生がそばにいる興奮に耐えられなくなった小玉に対し、先生のとった行動は…
「加具矢先生との初デート」
人目につかない場所なら良いと言われ、山の中の吊り橋デートをしていると急に雨が。雨宿りをしている中で加具矢先生に弄ばれる。その中で「いろいろ経験しているけど、アナルはまだよ」の秘密を聞かされる小玉であった。
「ラブホテル潜入体験」
メリーゴーランドの丸いベッド。鏡張りの床。

### 検証
「ニンニク」ジンクス
ニンニクと言いながら探すと探し物が見つかる。
「バタフライ・タトゥの熟女」
シズク先生でないかを検証する。
「顔なし狛犬」
顔を撫でると願いが叶うと言われる狛犬。
「体育館倉庫」
中に入ってドアを閉めた時にボールが動いた。
「恋が実る」ジンクスの検証
この石に立ち、鳥居の開いている所から夕陽が見えてる間に好きな人を思いながら小石を投げ入れることができたら恋が実る。
「男性から胸を揉まれると大きくなる」ジンクスの検証
アカリから検証に付き合えと大地は依頼された。「ヘタクソ」と言われた大地はシズク先生に相談。
「ダンボール箱のタイムカプセル」
境内の床下にあるダンボール箱の中身はエロ本であった。
「待ち人井戸」
広井墓地の敷地内のどこかにあると言われている井戸。日が暮れてから覗くと水面に将来の恋人が見える。
「吊り橋」
吊り橋を渡るドキドキ感と手を貸す。
「ふきでもの」検証
ストレス解消のために鬼コーチ役のアカリ提案の体力強化を行う。
「廃墟ソープランド」
3億円の入った隠し金庫があるという噂。

## 書誌情報
- 岡田和人 『ぱンすと』 秋田書店〈ヤングチャンピオンコミックス〉、全15巻
  1. 2017年4月20日発売[24][25]、ISBN 978-4-253-15261-7
  2. 2017年8月18日発売[26]、ISBN 978-4-253-15262-4
  3. 2018年1月19日発売[2]、ISBN 978-4-253-15263-1
  4. 2018年6月20日発売[27]、ISBN 978-4-253-15264-8
  5. 2018年11月20日発売[28]、ISBN 978-4-253-15265-5
  6. 2019年5月20日発売[29]、ISBN 978-4-253-15266-2
  7. 2019年10月18日発売[3]、ISBN 978-4-253-15267-9
  8. 2020年4月20日発売[4]、ISBN 978-4-253-15268-6
  9. 2020年10月20日発売[30]、ISBN 978-4-253-15269-3
  10. 2021年4月20日発売[31]、ISBN 978-4-253-30481-8
  11. 2021年10月20日発売[32]、ISBN 978-4-253-30482-5
  12. 2022年4月20日発売[33]、ISBN 978-4-253-30483-2
  13. 2022年11月18日発売[34]、ISBN 978-4-253-30484-9
  14. 2023年4月20日発売[35]、ISBN 978-4-253-30485-6
  15. 2023年9月20日発売[36]、ISBN 978-4-253-30486-3